# Punta Invencible
Punta Invencible (spanisch für Unbezwingbare Spitze) ist eine Landspitze an der Danco-Küste des Grahamlands auf der Antarktischen Halbinsel. Sie bildet die westliche Begrenzung der Mascías Cove.
Argentinische Wissenschaftler benannten sie.